# Frantisek Kotzwara
František Kočvara, conocido en Inglaterra como Frantisek Kotzwara (1730-2 de septiembre de 1791), fue un violinista checo, contrabajista virtuoso y compositor. Aunque es más famoso debido a la notoria naturaleza de su muerte.

## Vida y música
Kotzwara nació en Praga, Bohemia y era algo así como un nómada. A lo largo de su vida viajó por Europa y actuó en varias orquestas. Su carrera madura se centró en Inglaterra, donde sus composiciones fueron publicadas desde 1775 en adelante. Estas incluyen cuartetos de cuerda, serenatas y tríos de cuerda. En Londres tocó en los Conciertos de Música Antigua, en la conmemoración de Handel de 1791 y en la orquesta del King's Theatre.

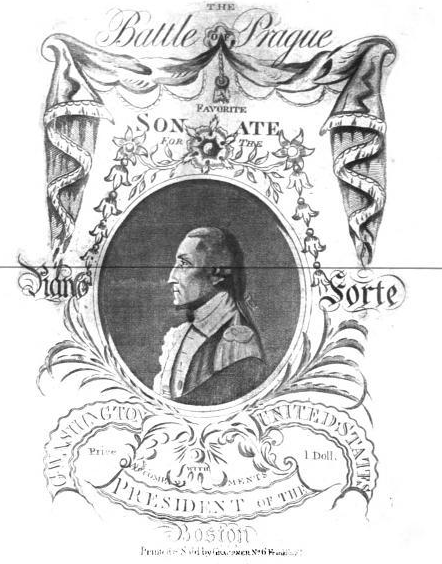
Portada del folleto con la partitura de La Batalla de Praga, (Boston: Gottlieb Graupner, principios del)

La única pieza suya en conseguir fama es La Batalla de Praga, una composición basada en la Batalla de Praga de 1757, en la que el Reino de Prusia luchó contra la monarquía de los Habsburgo. La Batalla de Praga fue una pieza de música popular durante los siglos XVIII y XIX, con Mark Twain mencionándola en sus Las aventuras de Huckleberry Finn y Un vagabundo en el extranjero. Una pieza similar, El Asedio de Quebec, a menudo atribuida a Kotzwara, es probablemente un arreglo de Krift utilizando materiales surtidos de Kotzwara.

## Muerte
El 2 de septiembre de 1791 mientras se encontraba en Londres, Kotzwara visitó a una prostituta llamada Susannah Hill en Vine Street, Westminster. Después de cenar con ella en su alojamiento, Kotzwara le pagó dos chelines y pidió que le cortara los testículos. Hill rechazó hacer tal cosa. Kotzwara entonces ató una ligadura alrededor del picaporte de la puerta, y con el otro extremo se rodeó el cuello, procediendo luego a mantener relaciones con Hill. Durante el coito, la puerta se cerró y Kotzwara murió estrangulado. Es el primer caso documentado de muerte por asfixia erótica.
Susannah Hill fue juzgada el 16 de septiembre por el asesinato de Kotzwara en Old Bailey pero fue absuelta al aceptar el jurado su testimonio sobre la naturaleza de la muerte de Kotzwara. Los registros judiciales del caso fueron presuntamente destruidos para evitar un escándalo público, aunque es probable que se hiciera alguna copia. Se cree que esta copia se utilizó para producir un panfleto sobre el incidente, incluyendo la descripción de Hill del acontecimiento. Durante una competición radiofónica organizada en 2005 por la emisora Radio Praga un oyente reveló que estos registros judiciales en realidad no habían sido destruidos, y de alguna manera llegaron a la biblioteca de medicina Francis Countway en Boston.
En 1984 se publicó un artículo sobre la muerte de Kotzwara en  la Revista americana de Patología y Medicina Forenses, titulado "The sticky end of Frantisek Koczwara, composer of The Batle of Praga". Un panfleto ilustrado, 'Propensiones Modernas', con detalles del juicio y un artículo sobre la asfixia autoerótica fueron publicados en Londres aproximadamente en 1797.

## Trabajos
- 6 Canciones (publicadas en 1775, Londres)
- 3 Serenatas para violín, viola, violonchelo y 2 cuernos, Op. 1 (publicado ca.1775, Ámsterdam)
- 3 Sonatas para viola con bajo continuo, Op. 1 (publicadas por W.N. Haueisen, Frankfurt am Main ca.1780)
- 4 Sonatas para viola con bajo continuo, Op. 2 (publicadas por Bonvin, París 1787)
- 6 Sonatas para Trío (publicadas en 1777?, Londres):
  - Sonata I en E♭ mayor para 2 violines con bajo continuo
  - Sonata II en G menor para flauta y violín (o 2 violines) con bajo continuo
  - Sonata III en D mayor para flauta y violín (o 2 violines) con bajo continuo
  - Sonata IV en C mayor para flauta y violín (o 2 violines) con bajo continuo
  - Sonata V en F mayor para 2 violines con bajo continuo
  - Sonata VI en C mayor para 2 violas con bajo continuo
- 6 Sonatas para Trío,  2 violines con bajo continuo (2 cuernos ad lib.), Op. 5 (publicado 1778)
- La Batalla de Praga, Sonata en F mayor para pianoforte con acompañamientos para violín, violonchelo y tambor, Op. 23 (publicado por J. Lee ca.1788)
- 3 Sonatas para clavicémbalo o pianoforte con acompañamiento para violín, Op. 34 (publicado ca.1791)